# Birahima Fatma Thioub Fall
Birahima Fatma Thioub Diop (Brayma Fatma Cuub en wolof) est un damel du Cayor – le souverain d'un royaume précolonial situé à l'ouest du Sénégal.

## Biographie
Succédant à Amary Ngoné Ndella, il règne pendant 23 ans, de 1809 à 1832.
Birima Fatma Thioub est né à Ngourane (Nguraan en wolof) dans la région de Louga de l'actuel Sénégal. Son père Mawa Ngoné Fall (Maawa Ngóone Faal) était un boumy de son oncle le damel Amary Ngoné Ndella Fall. Sa mère était la princesse Fatma Thioub Diop (Fatma cuub joob). Il est fréquent dans la culture wolof très matrimoniale de voir le nom d'un fils être rattaché à celui de sa mère d'où son prénom Birima Fatma Thioub. Il a perdu sa mère très jeune et a donc été allaité par l'une des femmes de son père. Son éducation s'est faite dans la cour royale avec son frère de lait Latsoukabé Fari Déguèn Fall fils de Fari Déguèn.

À l'âge adulte, une rivalité avec les fils du damel l'oblige à s'exiler vers le Saloum (Saalum) à 18 km de kahone précisément le village de Ngathie Naodé Qu'il créa et y resta  pendant plus d'une dizaine d'années. Pendant son exil il épousa la princesse Coddou Coumba Yandé Diouf (Koddu Kumba Yandee) avec qui il a eu le futur damel-tègne Macodou Coumba Yandé (Makodu Kumba Yandee).

En 1809 le damel Amary Ngoné Ndella décéda. Birima revint d'exil de Ngathie Naodé et fut introduit nouveau damel du cayor, pendant que son cousin Thié Yasin Yasin Dieng Fall (cee Yaasin Yaasin Jeng Faal)  fils de la princesse Yasin Dieng  est nommé teigne du Baol.

## Règne
Dès son introduction comme damel du cayor, Birima Fatma Thioub nourrissait le rêve de réunir les deux titres damel tègne pour asseoir son autorité et sa puissance sur les deux royaumes. Il déclara alors la guerre au tègne Thié Yasin contre l'avis des notables du cayor car son cousin disposait en effet d'une armée très forte et les notables jugeaient cette guerre contreproductive. La première bataille a eu lieu à Khasarna entre les localités de Thieppe et Bambey. Ce fut un échec pour le damel. Son armée est mise en déroute et sa tentative de réunification échoue. Sept ans après la bataille de Khasarna le tègne Thé Yasin meurt. Il est remplacé par son fils Amary Dior. Ce dernier était moins expérimenté que son père. Le damel Birima Fatma Thioub saute sur l'occasion pour engager une autre bataille contre le baol.

Au terme d'un combat âpre, le cayor défait son voisin baol. Birima Fatma Thioub porta alors le titre damel-tègne et gouverna les deux royaumes. Mais il perdit dans ce combat son frère Latsoukabé Fari Déguèn et regagna avec tristesse le cayor.
Birima Fatma Thioub régna pendant vingt-trois ans. Il apporta les deux royaumes puissance et prospérité dans la justice et appliqua la loi du talion pour ses sujets. 
Meïssa Tende Dior lui succède.
Il y a lieu de rappeler ici un fait historique entre le Damel Birima Fatma Thioub et un marabout soufi disciple du Grand Cheikh Sidy Mukhtâr Kounti que ce dernier après lui avoir transmis le savoir et eu connaissance de sa mission  l'envoyât au Sénégal. Il s'agit de l'ancêtre des KOUNTA du Sénégal Cheikh Bounama KOUNTA.
Cheikh Bounama conduisit au Sénégal les chevaux que lui avait donnés Cheikh Sidy Mukhtâr . Il rencontra un roi du nom d’Amary Ngoné Ndella qui lui proposa de lui racheter ses chevaux, ce que Cheikh Bounama Kounta concéda sans omettre de fixer la date du paiement. Dans ses rapports avec le damel , ce dernier le déçut, car le Damel refusa de lui payer le prix des chevaux le moment venu, lui disant que les chevaux étaient maintenant dispersés entre le Cayor, le Baol et le Saloum. C'est ainsi que le marabout demanda au Damel de lui accorder le "Khaath" mot wolof qui signifie : annulation de la transaction, ce que Amary Ngoné accepta en riant. Ainsi, le cheikh demanda à ses disciples de préparer le lieu où les chevaux étaient attachés à leur arrivée au Sénégal et avant l'aube les trois chevaux étaient de retour à leurs places auprès du cheikh.
C'est sur ces entrefaites qu'une des sœurs du Damel Birima Fatma Thioub eu une grande estime de ce marabout et en parla à son frère qui alla le consulter. Ce dernier lui donna les détails de son accession future sur le trône du Cayor, il lui fit savoir qu'il y aura une grande tornade et que deux de ses épouses donnerons naissance à des garçons et que l'un devra porter le nom de Cheikh Bounama et qu'à l'aube de cet évènement il sera damel du Cayor. Les choses se passèrent comme avait prédit le marabout.
Le damel Amary Ngoné Ndella mourut cette nuit là et fut remplacé par Birima Fatma Thioub.
Après être intronisé Damel du Cayor, Birima nourrit l'ambition de devenir Damel-Teigne (Souverain de Cayor et du Baol). Il en parla avec le marabout qui l'en empêcha en lui disant que ce n'était pas encore le moment, mais Birima était téméraire et voulait coûte que coûte affronter son cousin Thié Yasin, mais son armée est mise en déroute à Khassarna entre Thieppe et Bambey. Il revint au Cayor et en parla avec le marabout qui lui affirma qu'il sera Damel-Teigne l'année suivante, chose qui se réalisa après que Birima profita de la mort de Thié Yasin pour engager la bataille contre son fils Amary Dior qu'il défait et devint ainsi donc Damel-Teigne.
C'est après être devenu Damel-Teigne qu'il demanda au marabout de fixer sa récompense, ce dernier lui répondit que tout ce qu'il désirait était une terre d'adoration. Birima le nomma Kadi du Cayor et lui céda les terres de Ndankh situé à 7 km à l'est de Mekhé.

## Postérité
Birima Fatma Thioub est le père du damel Macodou Coumba Yandé qui fut damel et tègne, Mawa Coumba yande, Sambou Coumba Yandé Pére du Bour Saloum Samba Laobé Fall, Thiendella Coumba Yandé, Khar Coumba Yandé. Il est aussi le grand-père du futur damel Birima Ngoné Latyr (qui porta son nom), du Bour Saloum Samba Laobé . Il est aussi l'arrière-grand-père du futur damel Samba Laobé Fall.